# Anycles dolosus
Anycles dolosus är en fjärilsart som beskrevs av Walker 1854. Anycles dolosus ingår i släktet Anycles och familjen björnspinnare. Inga underarter finns listade i Catalogue of Life.